# Antonio Rossi (peintre)
Pour les articles homonymes, voir Rossi et Antonio Rossi (homonymie).
Antonio Rossi, né en 1700 à Bologne, en Italie, et mort en 1753 dans la même ville, est un peintre baroque italien du XVIIIe siècle, actif principalement dans sa ville natale.

## Biographie
Né en 1700 à Bologne, Antonio Rossi étudie sous la tutelle de Lorenzo Bergonzoni avant de devenir l'élève et l'assistant de Marcantonio Franceschini. Il a décoré de nombreux bâtiments publics à Bologne. Une de ses peintures les plus reconnues, Il martirio di sant'Andrea, se retrouve aujourd'hui dans la Basilique San Domenico de Bologne. Ses figures dans ses peintures étaient la plupart du temps exécutés selon les vues architecturales de Gaetano Orlandi et Filippo Brizzi. Même s'il décède en 1753, plusieurs sources erronées placent sa mort en 1773, soit deux décennies plus tard. Il était membre de l'Accademia Clementina.

## Œuvres

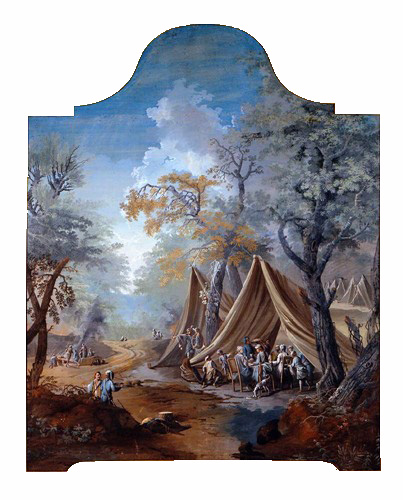
La cena del personale (sans cadre).

Parmi les œuvres picturales d'Antonio Rossi, on compte : 
- La cena del personale, peinture à l'huile sur toile, avec Carlo Lodi, XVIIIe siècle[2] ;
- L'allegoria dell'autunno, peinture à l'huile sur toile, 65 × 78 cm, XVIIIe siècle, collection privée[3].